# Höhle von Salemas
Die Höhle von Salemas (portugiesisch Gruta de Salemas) liegt am linken Ufer der Ribeira de Lousa, einem Nebenfluss der Ribeira de Loures, bei dem Dorf Salemas im Distrikt Lissabon in Portugal. Man überquert in Salemas die Autobahn Lissabon – Torres Vedras und kommt nach ca. 700 m an einen Steilhang, wo sich, wenige Meter vom Weg zum Steinbruch entfernt, der schmale Spalt zur Höhle öffnet. Oberhalb der Höhle befindet sich ein Steingrab (Anta).

## Höhle

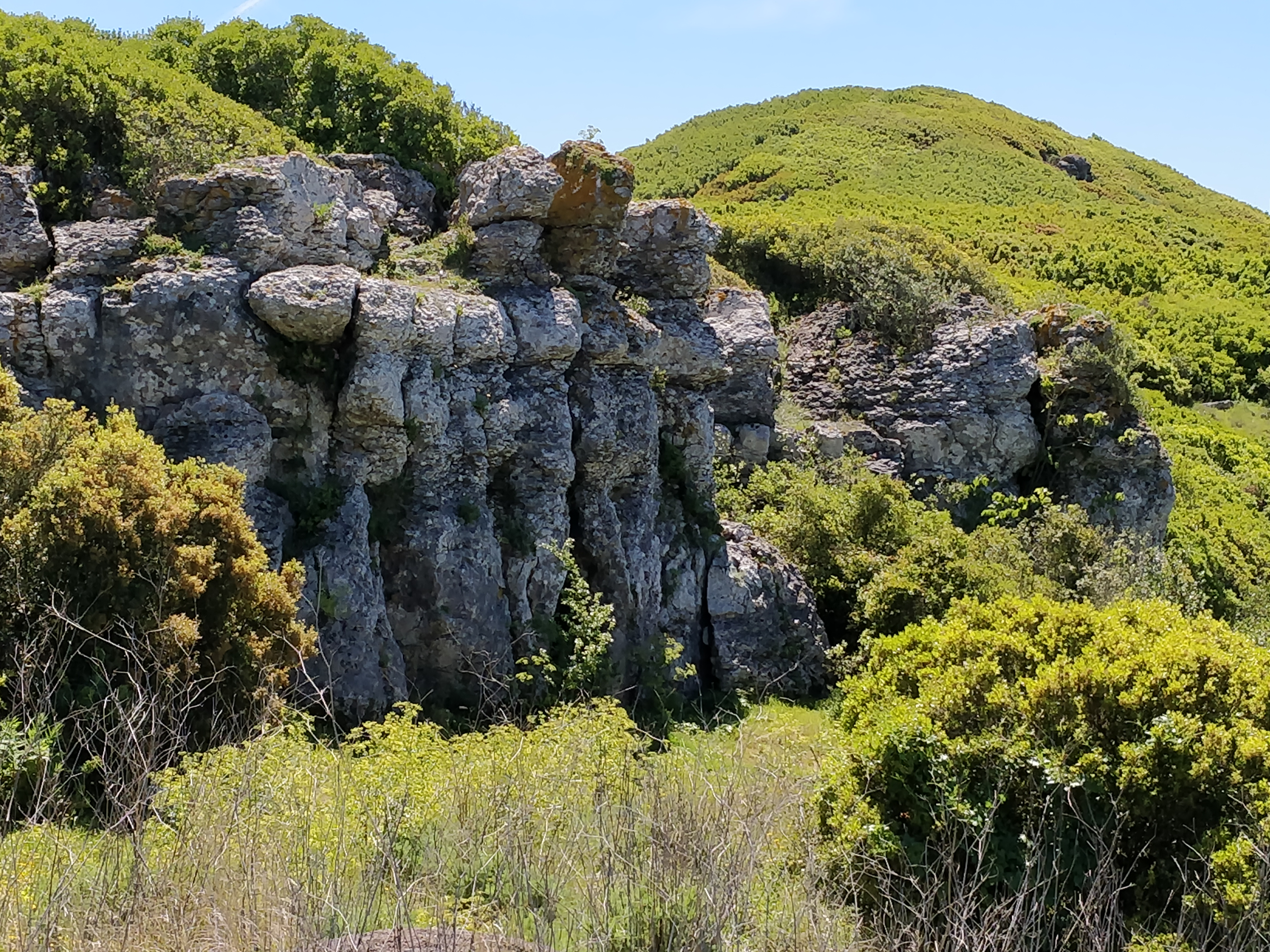
Höhle von Salemas

Die Höhle von Salemas wurde in den 1950er Jahren entdeckt. Sie ist 30 m lang und im Durchschnitt nur einen Meter breit. Der felsige Boden nahe dem Höhleneingang zeigt verschiedene Frakturen, die mit Terra Rossa (mit Kalksteinen und Basalt), jungpaläolithischen Geräten und Tierknochen verfüllt waren. Neben Braunbären, Höhlenbären, Hyänen, Pferden und Wölfen sind auch Wildkatzen (und der umstrittene Fund des Milchzahns eines Neandertalers) vertreten. Die gefundenen Utensilien zeigen, dass die Höhle in der Altsteinzeit temporär aufgesucht wurde und dass in der Jungsteinzeit vor der Höhle ein Bestattungsplatz war.
Hier wurde erstmals 1959 gegraben. Es ist die erste portugiesische Höhle, in der eine Stratigraphie beobachtet und (1972) publiziert wurde. Ein 14C-Datum (5720–4585 v. Chr.), dessen Kontext aber nicht eindeutig ist, gehört zu den ersten archäologischen 14C-Daten Portugals und ist von forschungsgeschichtlicher Bedeutung. Das Fundmaterial befindet sich im Museum der Servicos Geológicos in Lissabon.

## Anta

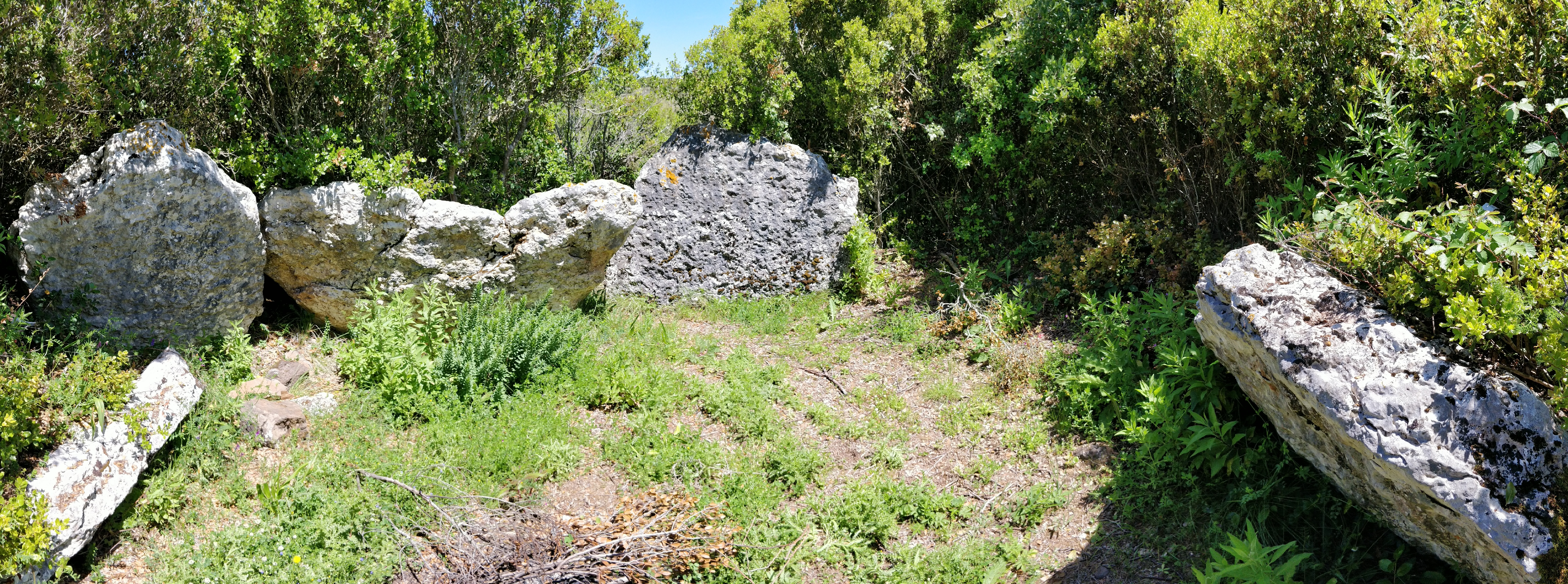
Anta do Alto da Toupeira

Die Anta von Salemas (auch Anta do Alto da Toupeira genannt) liegt auf dem Hochplateau oberhalb der Höhle. Es handelt sich um einen Stirnstein und vier Tragsteine einer großen Anta. Ausgrabungen haben keine weiteren Funde oder Befunde erbracht. Oberflächenfunde in der Umgebung bestehen aus neolithischer Keramik, darunter ein unverziertes Halsgefäß, Glockenbecherscherben und Metallfunde. Die Funde befinden sich um Museum der Servicos Geológicos in Lissabon.
1944 wurde ein erster Plan des Denkmals von dem deutschen Ehepaar Georg und Vera Leisner gezeichnet, die glaubten, dass dies ein Dolmen ohne Gang war. Vera Leisner hat dann 1959 zusammen mit O. V. Ferreira die Kammer ausgegraben und als polygonales Kammergrab ohne erkennbaren Gang klassifiziert, mit etwa 5,0 × 5,5 Meter Fläche und mit einer maximalen Höhe von 2,0 Metern bei einer der Platten. Erhalten sind fünf Platten der Kammer.